# Санджано
Санджано (італ. Sangiano) — муніципалітет в Італії, у регіоні Ломбардія, провінція Варезе.
Санджано розташоване на відстані близько 540 км на північний захід від Рима, 65 км на північний захід від Мілана, 17 км на захід від Варезе.
Населення — 1520 осіб (2014).
Щорічний фестиваль відбувається 30 листопада. Покровитель — Андрій Первозваний.

## Демографія
Населення за роками:

Станом на 1 січня 2023 року в муніципалітеті офіційно проживало 116 іноземців з 25 країн, серед них 38 громадян країн Євросоюзу та 1 громадянин України.

## Сусідні муніципалітети
- Безоццо
- Каравате
- Лавено-Момбелло
- Леджуно